# 巴利阿里群岛联合左翼
巴利阿里群岛联合左翼（加泰罗尼亚语：Esquerra Unida de les Illes Balears；西班牙语：Izquierda Unida de las Islas Baleares）是西班牙左翼政党联盟联合左翼在巴利阿里群岛的分支。它首次成立于1996年11月6日，2010年6月5日重建，主要成员是巴利阿里群岛共产党。它的政治立场是左翼。它的协调员是Manel Carmona。它的总部位于帕尔马。